# Voinémont
Voinémont ist eine französische Gemeinde mit 333 Einwohnern (Stand 1. Januar 2022) im Département Meurthe-et-Moselle in der Region Grand Est (bis 2015 Lothringen). Sie gehört zum Arrondissement Nancy und zum Gemeindeverband Pays du Saintois.

## Geografie
Die Gemeinde Voinémont im Saintois liegt am unteren Madon, einem linken Nebenfluss der Mosel, 17 Kilometer südlich von Nancy.
Eine weite Flussschlinge des Madon bildet die westliche und südliche Grenze des 4,14 km² umfassenden Gemeindegebietes. Das Gelände rechts des Madon steigt um etwa 50 Höhenmeter sanft an. Im Süden ist die Terrassenstufe über dem Fluss stärker ausgeprägt und bewaldet. Fast 90 % des Gemeindeareals werden landwirtschaftlich genutzt. Nachbargemeinden von Voinémont sind Ceintrey im Westen und Norden, Benney im Osten sowie Lemainville im Südosten und Süden.

## Geschichte
Die Kapelle in Voinémont wurde bereits 1090 in einem Papier der Abtei Épinal erstmals erwähnt. Sie gehörte zur Pfarrei des benachbarten Ortes Benney. Von 1506 bis zur Französischen Revolution war Voinémont Teil der Herrschaften von Salm, später derer von Beauveau.
Die Kirche in Voinémont entstand im 15. Jahrhundert.
Eine Besonderheit ist die Agglomeration der Gemeinden Voinémont und Ceintrey, die geografisch zusammengewachsen und lediglich administrativ getrennt sind. Die Grenze zwischen beiden Gemeinden führt mitten durch bebautes Gebiet. Über den Gemeindeverband Pays du Saintois, der beide Gemeinden angehören, werden Fragen der Regionalplanung, der Wirtschaftsentwicklung und nicht zuletzt der Unterhalt der Grundschulen gemeinsam geregelt.

### Bevölkerungsentwicklung
| Jahr      | 1962 | 1968 | 1975 | 1982 | 1990 | 1999 | 2006 | 2013 | 2022 |
| Einwohner | 218  | 179  | 217  | 240  | 269  | 316  | 339  | 341  | 333  |

Im Jahr 1936 wurde mit 150 Bewohnern die bisher geringste Einwohnerzahl ermittelt. Die Zahlen basieren auf den Daten von cassini.ehess und INSEE.

## Sehenswürdigkeiten
- Kirche Saint-Etienne mit rundem Turm (Außendurchmesser 3,50 Meter), einer von elf noch existierenden Rundtürmen in Lothringen.
- Kapelle Notre-Dame-de-Pitié aus dem 17. Jahrhundert, ein ehemaliger Pilgerort
- Lavoir, altes öffentliches Waschhaus

## Wirtschaft und Infrastruktur
Ein Teil der Einwohner von Voinémont ist in der Landwirtschaft sowie in kleinen Handwerks- und Dienstleistungsbetrieben beschäftigt. In der Gemeinde sind drei Landwirtschaftsbetriebe ansässig (unter anderem Ziegen- und Schafzucht). Darüber hinaus ist Voinémont Wohnort für Pendler in die nahen Industriegebiete in und um Nancy.
Durch die direkt anschließende Nachbargemeinde Ceintrey führt die Fernstraße D 913 von Metz über Nancy nach Mirecourt. Von Voinémont verläuft die Fernstraße D 61 über Benney nach Crévéchamps an der Mosel und quert dabei die autobahnähnliche Nationalstraße 57 (Metz–Nancy–Épinal). Der Bahnhof im benachbarten Ceintrey liegt an der Bahnlinie Nancy–Dijon, die vom TER Grand Est betrieben wird.

## Belege
1. ↑  Voinémont auf cassini.ehess
2. ↑  Voinémont auf INSEE
3. ↑  Landwirtschaftsbetriebe auf annuaire-mairie.fr (französisch)